# Autoroute A39
L’autoroute A 39 o autoroute verte è un'autostrada francese che collega Digione e l'A 31 (intersezione presso Fauverney) all'A40 a nord di Bourg-en-Bresse. Nel suo percorso passa per le città di Dole, dove interseca l'A 36, e Lons-le-Saunier.

## Diramazioni
A Bersaillin si dirama la Autoroute A391, denominata anche come raccordo di Poligny che è una diramazione della lunghezza di 4,5 km che giunge a intersecare la RN 83.